# 旋角牛
旋角牛（學名：Pseudonovibos spiralis）是柬埔寨及越南的一種牛科动物，也是旋角牛属的唯一已知物种，由於實証不足，其真實性至今存疑。

## 特徵
旋角牛最初被認為是像牛的動物，有著一對長約45厘米及扭曲的角，身上有斑點。

## 名稱
旋角牛的柬埔寨名字“kting voar”最初被西方譯為「叢林綿羊」，故被誤會是一種與羊有關的動物。這個柬埔寨名字事實上是「角像籐一般的野牛」。由於混淆，越南曾有报告稱牠們在当地的為名字“羚羊”，但其實那是當地人對鬣羚的稱呼。
旋角牛的學名“Pseudonovibos spiralis”並不有效，因為其完模標本其實是一隻家牛，而此學名的字面意思正好是「有旋角的偽家牛」。

## 爭議
最初支持旋角牛存在的證據是沃爾夫岡·皮特（Wolfgang Peter）在胡志明市市場購來的一些角。 皮特認為這些角屬於一個新的物種。
由於沒有解剖資料，旋角牛的種系發生學地位不明。皮特等人建議將旋角牛分類到羚羊族中，但從形態分析卻指牠們應屬於牛族，更有學者認為是羊族。遺傳學分析卻造成了更混淆的結果。 不過這些DNA明顯是受到了污染。 所有相信是屬於旋角牛及用來進行DNA測試的標本，其實都是人工製成的家牛牛角。
懷疑者都認為旋角牛只是傳說的動物，但也有學者認為傳說的本身可能代表著一種野生牛族的存在。 若後者是真的，旋角牛應是十分瀕危或甚至已經滅絕。